# Moux-en-Morvan
Moux-en-Morvan este o comună în departamentul Nièvre din centrul Franței. În 2009 avea o populație de 609 de locuitori.

## Evoluția populației
| An        | 1975 | 1982 | 1990 | 1999 | 2006 | 2009 |
| --------- | ---- | ---- | ---- | ---- | ---- | ---- |
| Populație | 703  | 708  | 744  | 675  | 629  | 609  |